# エマニュエル・ド・ベルジック
エマニュエル・ド・ベルジック（Emmanuel de Belgique, 2005年10月4日 - ）は、ベルギー王国の王族。
全名はエマニュエル・レオポルド・ギヨーム・フランソワ・マリー（Emmanuel Léopold Guillaume François Marie）。

## 概要
ベルギー王フィリップ（当時ブラバント公）とその王妃マティルド（同妃）の第3子次男としてベルギー王国アンデルレヒトで誕生した。
姉にブラバント女公エリザベート王女、兄にガブリエル王子、妹にエレオノール王女がおり、王位継承権はガブリエル王子についで第3位。
洗礼式では、はとこにあたるルクセンブルク大公世子ギヨームが代父を務めた。

## 参考
- The official website of the Belgian Royal Family

| 上位 ガブリエル ベルギー王子 | ベルギー王位継承権者 継承順位第3位 | 下位 エレオノール ベルギー王女 |